# Tricht
Tricht (51° 53′ N, 5° 16′ L) é uma cidade dos Países Baixos, na província de Guéldria. Tricht pertence ao município de Geldermalsen, e está situada a 10 km, a oeste de Tiel.
Em 2001, a cidade de Tricht tinha 1800 habitantes. A área urbana da cidade é de 0.49 km², e tem 660 residências.
A área de Tricht, que também inclui as partes periféricas da cidade, bem como a zona rural circundante, tem uma população estimada em 2380 habitantes.